# 크시포스

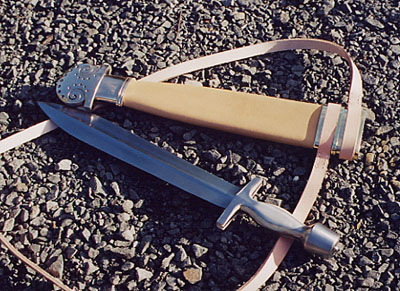
현대에 재현한 그리스의 크시포스와 칼집

크시포스(고대 그리스어: ξίφος, Xiphos)는 고대 그리스의 검이다. 호메로스가 일리어드에 담은 검 중 하나이다. 하인리히 슐리만이 발굴한 미케네 문명에서 코피스, 파스가논(Phasganon)과 함께 사용되었다고 추측된다.
헬레니즘 시대 초기에는 마케도니아, 에페이로스(현재 이피로스 주), 그리스에서 사용되었다고 추측된다. 같은 시대의 다른 지역인 트라키아에서도 출토된 예가 있다. 용어로서의 크시포스는 로마 시대에 들어와서도 이용되어 스파타 같은 넓은 칼에 대해 직접 칼을 가리키는 단어가 되어 있었다. 현대 그리스어에서는 ‘도검’을 가리키는 단어이다.
똑바로 뻗은 긴 양날의 칼의 몸체는 베기, 찌르기, 부딪치기가 모두 가능하며, 호수(鍔)의 양자택일 막대 모양의 크로스 가드는 칼집처럼 장식된 적도 있었다. 헬레니즘 시대, 창칼류에 비해 비싼 무기로 귀족 계급이 사용하였고, 검집과 검파두식은 뼈 또는 상아로 장식된 것도 있었다. 칼집 끝은 둥근 모양이었다.

## 같이 보기
- 글라디우스
- 철기 시대의 도검